# 頭部
頭部（とうぶ）とは、動物の頭に当たる部分をさす。体の進行方向最前方に位置し、感覚、摂食器官が集中する。進行方向に口があっても、その周囲にそのような器官が集中していなければ、頭とは見なされない（例：ミミズ）。さまざまな動物群に、ある程度似たような頭部が見られるが、必ずしも相同とは見なしがたい。

## 脊椎動物の場合
脊椎動物以外の脊索動物では、明確な頭部は見られないが、脊椎動物は、どれもはっきりとした頭部がある。口はほぼ前端、やや下面に開き、消化管は前方部分両側の側面に鰓裂(さいれつ)が並ぶ。この鰓裂までがほぼ頭部に当たる。左右に目が1対のほか、上面にろ頂眼という目が一つあるが、これは残っているものがほとんどない。両目の間には中枢神経である脳があり、脊髄が背中側を後方に伸びる。脳を包むように頭蓋骨がある。無顎類以外では、上顎と関節する下あごの骨があり、これは鰓裂の支持をする骨に由来する。この構造は、消化管入り口に枠をつけ、大きく開く能力を与えたことで、他の分類群に類例がないものである。なお、頭部のうち背後側を、後頭部（こうとうぶ）ということが多い。
鼻は、魚類においては口の上側の皮膚に口を開く穴で、出口も体外に向かうものが多かったが、出口を口腔内に持つものから両生類が進化し、空気の取り入れと化学物質の受容器に発達した。
耳は、平衡胞として頭蓋骨内部に由来し、両生類が陸上に進出したとき、これを応用的に聴覚器官として発達させたものである。

## 扁形動物の場合
扁形動物では、渦虫綱のものに頭部らしきものがある例があるが、それほどはっきりしないものも多い。彼らの場合、這って歩くので、プラナリアのように、進行方向前端には感覚器官の集中した、やや構造的に異なった部分があって、それより後ろの部分からややくびれているものもあるが、全体にのっぺりした楕円形など、はっきり区別される部分がないものも多い。上面に数対の目がある。ほとんどのものは消化管の入り口が体の中央腹面にあり、餌を見つけると、その上に乗りかかり、頭部が行きすぎたところで摂食にかかる。
また、条虫（サナダムシ）類では、先端に腸壁に付着するための鉤や吸盤などを持つ、独特の体節（実際には個虫）があり、これを頭節というが、機能的にはいわゆる頭ではない。

## 軟体動物の場合
軟体動物では、多板類、単板類で口は体の先端にあり、その後ろに頭に当たる部分があるが、体の陰に隠れて発達が良くない。堀脚類・斧足類（二枚貝類）では頭部は退化している。
腹足類（巻き貝類）では、殻の口が狭くなり、その代わりに頭部と腹足が殻の外に出て前後に細長くなったため、頭部が明確で、やわらかな触角や目が発達する。目は柄を持つ場合もある。
タコ、イカなど頭足類では、本来は腹足類のような構造から派生して殻の口に頭が引きつけられ、脚は分枝して束になっているので、頭から脚が生えたような形になっている。頭足類の名はここから来たものである。頭には無脊椎動物中、もっともよく発達した目が1対ある。口は脚の真ん中に位置し、キチン質の歯がある。現生の頭足類の大部分は、殻を退化させ、体内に取り込むか、あるいは殻を失っている。この中で、イカ類は腹部にひれを持ち、それを波打たせて頭と脚の方向に進むのが通常であるが、外套膜内の水を噴出し、素早く腹部のある後方へ進む能力がある。つまり、目の向かない方向への急速移動が可能なので、水槽飼育では腹部先端を壁にぶつけ、けがを負うことが多く、ここから弱って死に至るのが、彼らの飼育を難しくしている。

## 環形動物の場合
多毛類（ゴカイの仲間）には頭部がある。環形動物の体は体節に分かれ、いわゆる体節制をもつ。体の先端には口があるが、口の前にもう一つ体節がある（口前葉・こうぜんよう）。ここに1対の目、数対の触手があって、頭部を形成する。口には引き込むことのできる吻があり、その先端には歯がある。吻をのばすと、頭部はその基部の上面に乗っかった形になる。
固着性のものでは、頭部の触手が鰓状に発達して、頭部そのものは退化傾向にある。

## 節足動物の場合
節足動物の体は、環形動物と同様に体節制をもち、体節ごとに1対の付属肢（関節肢）がある。ただし、複数の体節がまとめて一つの部分を作る、合体節（がったいせつ）というものを形成するものが多い。頭部はその代表的な例である。頭部には眼・触角・口器など、対をなす構造があるが、それらは元の体節に対応した部分である。そのうち、眼・上唇・口は最初の体節である先節に由来する器官で、触角・顎などの口器はそれ以降の体節に由来する付属肢である。頭部の構造は、節足動物の系統を考える場合、もっとも重視される特徴の一つである。
現生の節足動物から見ると、頭部の構造は以下の3つに大別できる。
- 甲殻類の頭部は2対の触角、1対の大顎と2対の小顎を持つ。一部の分類群では、さらに胸部最前数節の付属肢が顎脚（がっきゃく）として口器に参加する。十脚類（カニ・エビなど）では、頭部がさらに歩脚をもつ胸部と癒合して頭胸部を形成する。
- 六脚類（昆虫など）と多足類（ムカデ・ヤスデなど）の頭部は、1対の触角、1対の大顎と2対の小顎を持つ。ただし六脚類の場合、第2対の小顎はお互いに癒合して1枚の下唇となる。
- 鋏角類（クモ・サソリ・カブトガニなど）の頭部の相当する合体節は前体といい、触角はなく、付属肢として独立した口器は1対の鋏角（きょうかく）のみであり、多くの場合は直後の付属肢（主に触肢）の基部が特化した突起をもち、口器として参加する。また、他の現生節足動物の頭部とは異なり、鋏角類の前体は歩脚も兼ね備え、機能としては頭胸部的である。